# Rhizogonium alpestre
Rhizogonium alpestre är en bladmossart som beskrevs av C. Müller 1897. Rhizogonium alpestre ingår i släktet Rhizogonium och familjen Rhizogoniaceae. Inga underarter finns listade i Catalogue of Life.